# Compassione (filosofia)
La compassione (dal latino cum patior - soffro con - e dal greco συμπἀθεια , sym patheia - "simpatia", provare emozioni con..) è un sentimento  per il quale un individuo percepisce emozionalmente la sofferenza altrui desiderando di alleviarla.
Il concetto di compassione richiama quello di empatia  dal greco "εμπαθεια" (empateia, composta da en-, "dentro", e pathos, "affezione o sentimento"), che veniva usata per indicare il rapporto emozionale di partecipazione soggettiva che legava lo spettatore del teatro greco antico all'attore recitante ed anche l'immedesimazione che esso aveva con il personaggio che interpretava. Una tecnica di recitazione questa comune anche alla commedia dell'arte.
Nelle scienze umane, il termine empatia è passato a designare un atteggiamento verso gli altri caratterizzato da un impegno di comprensione dell'altro, escludendo ogni attitudine istintiva affettiva personale (simpatia, antipatia) e ogni giudizio morale.

## Filosofia antica
Il sentimento della compassione era quello che i sofisti sostenevano fossero in grado di suscitare in coloro che assistevano ai loro discorsi. Essi infatti affermavano che ciò fosse opera della magia della parola che:
(Gorgia)
Nell'Atene del V secolo a.C. il sofista Gorgia usa la parola come strumento di una persuasione che deriva, non da un dialogo socratico, ma da un'abile mozione dei sentimenti. La parola non serve a conoscere né a predisporre l'azione morale ma è un'arte psicagogica  usata a fini di potere politico che instaura una condivisione di passioni tale nell'ascoltatore da fargli credere all'inganno poetico del retore. Questi, afferma Gorgia, è "migliore" di chi non inganna, perché il retore è capace di creare una "verità estetica", ed «è più saggio chi è ingannato di chi non lo è» perché con la compassione partecipa emotivamente a questa intensa verità.
Il rifiuto invece della compassione come strumento politico è proprio dello stoicismo che abbatte l'antica tradizione politica del mondo greco che si appellava a questo sentimento per curare i mali dell'umanità. Eppure l'interesse per la politica nasce negli stoici per quella loro dimensione cosmopolita, che scaturisce proprio da quel sentimento di compassione e partecipazione agli eventi del mondo proprio della sympathèia, ossia dell'intima connessione esistente tra la sfera dell'uomo e quella dell'Anima cosmica: essi sono sudditi di una patria universale, non c'è avvenimento che non li riguardi, che non li coinvolga. Ma la compassione non deve fondare l'azione politica diretta al bene del prossimo: è vero che attraverso questo sentimento ci si renderebbe conto delle sofferenze, ad esempio, di uno schiavo facendo nascere in noi il desiderio di liberarlo ma la «compassione attribuisce importanza a circostanze esterne come se la dignità umana non fosse autosufficiente... La saggezza è ciò che basta a rendere l'uomo libero.»
Come la compassione dia forza al messaggio filosofico appare chiaro nella poesia di Lucrezio, il filosofo poeta latino che con l'arte poetica fa sì che il pensiero epicureo penetri non solo nella mente ma anche nel cuore degli uomini. Tutta la poesia di Lucrezio è ispirata dalla considerazione di un dolore cosmico che lo porta a compatire soprattutto la sorte «dell'uomo non saggio, il quale privo della verità svelata da Epicuro, trascina una vita inutile e assurda nell'affanno e nella noia per perdersi poi nel nulla.»

## Filosofia medievale

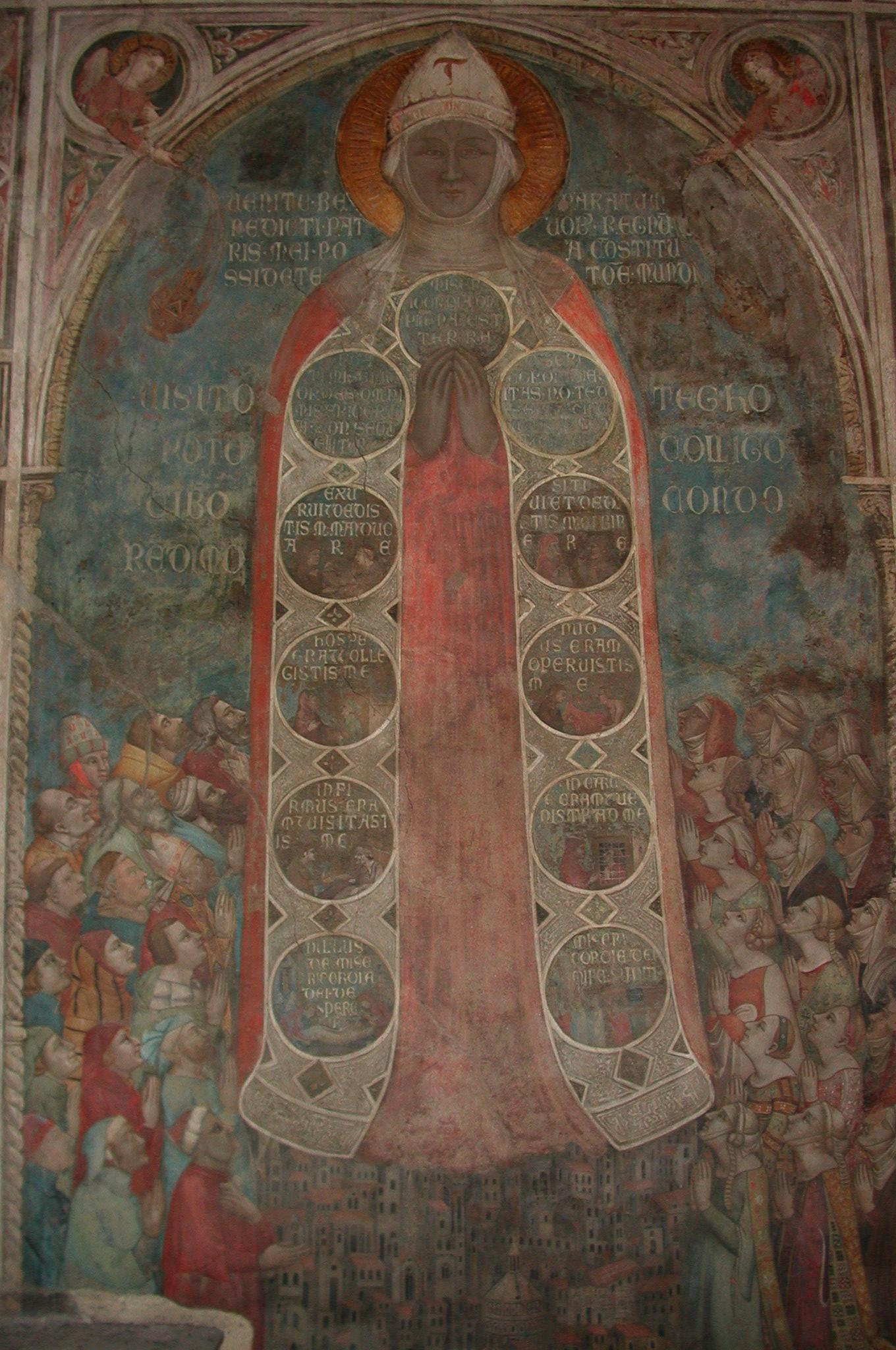
Madonna della Misericordia del Bigallo, cerchia di Bernardo Daddi (Firenze, 1340 circa)

La compassione nel cristianesimo diventa il prerequisito della misericordia, e quindi una componente essenziale della carità attiva. Rispetto al mondo classico, Lattanzio fu tra i primi a rivalutare positivamente i gesti dettati dalla compassione, che sono per lui opera e officia misericordiae («opere e doveri della misericordia»).
Anche Agostino d'Ippona contrappose l'imperturbabilità o atarassia degli stoici, per i quali la compassione sarebbe una debolezza d'animo non conveniente alla fermezza del saggio, alla misericordia cristiana, citando un discorso di Cicerone a Cesare:
(Agostino, De civitate Dei, IX, 5)
Secondo Tommaso d'Aquino, la compassione si ha quando il proprio cuore è dispiaciuto per la sofferenza altrui (miserum cor super miseria alterius), ed è quindi una forma di tristezza (tristitia), spiegabile con l'amore per gli altri. Essa è prima di tutto un movimento di relazione (motus), non identificabile con un gesto o una realtà in sé: «Essendo la misericordia una compassione della miseria altrui, in senso proprio si ha misericordia solo verso gli altri, non già verso sé stessi».
Tommaso passa poi a distinguere chiaramente la pietà intesa come fenomeno patologico, cioè affetto corporeo, passione determinata unicamente da una pulsione sensuale (motus appetitus sensitivi), dalla pietà regolata dalla ragione sovrasensibile (motus appetitus intellectivi), nel qual caso la compassione è una virtù.

## Filosofia moderna
L'importanza della compassione nella formazione della morale è stata oggetto dell'analisi dei filosofi del XVIII secolo che si possono genericamente identificare in due correnti: una prima che fonda il giudizio morale sulla ragione e una seconda che ne ricerca le origini nelle passioni e nei sentimenti umani. Il dibattito verte anche sulla presenza innata del senso morale o la sua assimilazione dopo la nascita quale elemento culturale.
La compassione compare come strumento educativo nel progetto pedagogico di Rousseau: per sviluppare nell'adolescente una formazione morale bisogna fargli provare esperienze che suscitino in lui la compassione, la capacità di condividere le sofferenze degli altri.
Teoria questa condivisa da David Hume secondo il quale tutte le nostre attività razionali e morali hanno una comune origine negli atteggiamenti sentimentali.
Il rifiuto di ogni sentimento di compassione nella morale caratterizza invece l'etica kantiana. Kant stesso ci dice che per un certo tempo egli fu attratto dalle concezioni morali dei sentimentalisti inglesi che poi abbandonò insoddisfatto perché il loro metodo d'indagine si riduceva a una semplice analisi psicologica e perché il loro eccessivo ottimismo non faceva loro prendere in considerazione quello che per lui costituiva l'elemento essenziale della morale: l'obbligatorietà.
Viene quindi affermata l'indipendenza dell'atto morale dalla scienza e la sua irriducibilità al sentimento che non potrà mai essere confuso con la moralità. Il sentimento della compassione è qualcosa di impulsivo, debole, incostante su cui non può fare affidamento la morale: «una certa dolcezza d'animo che passa facilmente in un caldo senso di pietà, è cosa bella ed amabile, perché rivela una certa partecipazione alle vicende altrui...ma questo sentimento bonario è debole e cieco.»
In Schopenhauer la compassione è una delle strade che porta alla liberazione dal dolore universale dell'uomo, come fenomeno schiavo del rapporto di causalità e come noumeno soggetto alla "volontà di vivere". L'uomo provando compassione, nel senso originario del termine, cioè patendo assieme agli altri per il loro dolore, non solo prende coscienza del dolore, ma lo sente e lo fa suo. Si realizzerà così la pur momentanea sconfitta della volontà di vivere poiché nella compassione è come se il singolo corpo del singolo uomo si dilatasse nel corpo degli altri uomini: la propria corporeità si assottiglia e la volontà di vivere è meno incisiva. Il dolore unendo gli uomini li accomuna e li conforta. Schopenhauer identifica la compassione col principio buddista del Tat twam asi ("Questo sei tu") che assimila all'agape cristiana, contrapponendo l'egoismo dell'eros alla pietà dell'agape.

## Filosofia contemporanea
Riprendendo una tematica kantiana Karl-Otto Apel (1922) esclude nella formazione dei principi morali l'elemento della compassione. «La compassione, la simpatia, la benevolenza, l'amore e simili non possono dunque venir riconosciuti come principi alternativi per la fondazione della morale; possono però esser tenuti in considerazione come risorse motivazionali, empiricamente indispensabili per la fondazione delle norme anche di quelle fondate sulla scorta dell'etica del discorso, su quella morale formale, cioè, della comunicazione che, fondandosi sul rispetto reciproco di principi e regole tra gli interlocutori, individua i presupposti per realizzare un accordo mirante a realizzare pacificamente una vita felice.
Il filosofo israeliano Khen Lampert (1957), prendendo spunto dalla morale della compassione di Schopenhauer, elabora una "Teoria della Compassione Radicale", che considerando il "comune soffrire" dell'umanità giudica come un imperativo morale quello di cambiare la realtà, al fine di alleviare il dolore degli altri. 
Questo stato d'animo, secondo la teoria di Lampert, è radicato nel profondo della nostra natura umana, non è mediato dalla cultura, è universale e sta alla radice delle rivendicazioni storiche di cambiamento sociale.
(Traditions of Compassion: From Religious Duty to Social Activism, p. 160)